# Richard Thaler
Richard H. Thaler (født 12. september 1945 i byen East Orange i New Jersey) er en amerikansk økonom og professor ved University of Chicago. I 2017 modtog han Nobelprisen i økonomi for sine betydelige bidrag til forskningen indenfor adfærdsøkonomi. Thaler er især kendt for sit arbejde indenfor underdisciplinen adfærdsfinansiering, dvs. anvendelsen af adfærdsøkonomiske tankegange indenfor finansiel økonomi, og har bl.a. arbejdet sammen med de tidligere Nobelprismodtagere Daniel Kahneman og Robert Shiller.

## Baggrund
Thaler er søn af Roslyn (født Melnikoff) og Alan M. Thaler, som var henholdsvis lærer og aktuar. Han er uddannet ved Case Western Reserve University i Ohio og ved University of Rochester i delstaten New York. Han tog en Ph.D.-grad i økonomi fra sidstnævnte i 1974 med afhandlingen "The Value of Saving A Life: A Market Estimate". I sin akademiske karriere har han bl.a. været ansat ved University of Rochester og Cornell University, inden han i 1995 blev professor ved University of Chicago. I 2015 var han formand for den amerikanske økonomsammenslutning American Economic Association.
Han er gift med France Leclerc, en tidligere professor i markedsføring. Han har tre børn.

## Forskning
Thaler anses for at være en pioner indenfor adfærdsøkonomien, som i det 21. århundrede har udviklet sig fra at være et perifert og noget kontroversielt forskningsområde til at være et anerkendt mainstream-økonomisk forskningsområde. Knæsættelsen af adfærdsøkonomien kom i 2002, hvor Daniel Kahneman modtog Nobelprisen i økonomi sammen med Vernon Smith. Thaler er en førende fortaler for adfærdsdesign (også kendt som nudging) og har været stærkt medvirkende til at gøre begrebet kendt og anvendt udenfor akademiske kredse.
Thaler er også sammen med Kahneman og Jack Knetsch ophavsmand til det såkaldte diktatorspil, en spilteoretisk øvelse, der demonstrerer folks sociale præferencer.

## Nobelprisen
I den officielle begrundelse for tildelingen af Nobelprisen i 2017 hed det, at Thaler "har inkorporeret psykologisk realistiske antagelser i analyser af økonomiske beslutninger. Ved at udforske konsekvenser af "begrænset rationalitet", "sociale præferencer" og "manglende selvkontrol" har han vist, hvordan disse menneskelige karakteristika systematisk påvirker individuelle beslutninger såvel som markedsresultater." Da han fik besked om tildelingen af Nobelprisen, udtalte Thaler, at hans vigtigste bidrag til økonomi "var anerkendelsen af, at økonomiske aktører er mennesker, og at økonomiske modeller er nødt til at tage højde for dette."

## Andet arbejde

### Klummer
Thaler blev kendt af mange økonomiske forskerkollegaer, da han i årene 1987-90 regelmæssigt skrev klummen Anomalies i tidsskriftet Journal of Economic Perspectives. Her behandlede han en række dokumenterede tilfælde af økonomisk adfærd, der tilsyneladende var i strid med traditionel mikroøkonomisk teori.

### Populærvidenskabelige bøger
Thaler har skrevet en række bøger for et bredere publikum om adfærdsøkonomi og adfærdsfinansiering, bl.a. The Winner's Curse (1992), Quasi Rational Economics (1994) og Misbehaving: The Making of Behavioral Economics (2015). Førstnævnte indeholdt mange omskrevne "Anomalies"-klummer fra Journal of Economic Perspectives. Thaler er også (sammen med juristen og retsøkonomen Cass Sunstein) forfatter til Nudge: Improving Decisions About Health, Wealth, and Happiness fra 2008. Bogen diskuterer, hvordan offentlige og private organisationer kan påvirke folk til at træffe bedre beslutninger i deres dagligdag.

### Trivia
Thaler er medstifter af formueforvaltningsselskabet Fuller & Thaler Asset Management, der forsøger at udnytte viden fra forskningen om adfærdsfinansiering til praktisk formueforvaltning.
Thaler optrådte i en cameorolle i spillefilmen The Big Short fra 2015, hvor han i en scene sammen med skuespilleren og popsangeren Selena Gomez forklarede nogle af mekanismerne bag finanskrisen.

## Udvalgt bibliografi
- Thaler, Richard H. 1992. The Winner's Curse: Paradoxes and Anomalies of Economic Life. Princeton: Princeton University Press. ISBN 0-691-01934-7.
- Thaler, Richard H. 1993. Advances in Behavioral Finance. New York: Russell Sage Foundation. ISBN 0-87154-844-5.
- Thaler, Richard H. 1994. Quasi Rational Economics. New York: Russell Sage Foundation. ISBN 0-87154-847-X.
- Thaler, Richard H. 2005. Advances in Behavioral Finance, Volume II (Roundtable Series in Behavioral Economics). Princeton: Princeton University Press. ISBN 0-691-12175-3.
- Thaler, Richard H., og Cass Sunstein. 2009 (revideret udgave). |Nudge: Improving Decisions About Health, Wealth, and Happiness. New York: Penguin. ISBN 0-14-311526-X.
- Thaler, Richard H. 2015. Misbehaving: The Making of Behavioral Economics. New York: W. W. Norton & Company. ISBN 978-0-393-08094-0.